# Josh Singer
Josh Singer (Filadélfia, 1972) é um produtor e roteirista estadunidense. Fez diversos trabalhos em séries e filmes renomados, os quais lhe renderam indicação ao Writers Guild of America em 2006 e vencedor do Oscar de melhor roteiro original em 2016.

## Filmografia
- The West Wing (2004)
- Law & Order: Special Victims Unit (2007–2008)
- Lie to Me (2009)
- Fringe (2009–2011)
- The Fifth Estate (2013)[2]
- Spotlight (2015)[3][4]
- The Post (2017)